# Festival Via Musica
Festival Via Musica is een festival voor klassieke muziek in de provincie Flevoland. Het festival wordt sinds 2008 georganiseerd in de maand augustus, duurt vier dagen en vindt plaats in meerdere gemeenten zoals Noordoostpolder, Dronten, Urk, Zeewolde, Almere en Lelystad. Organisator is de Stichting Internationaal Zomerfestival Flevoland.

## Geschiedenis
In 2008 werd het festival, op initiatief van het Apollo Ensemble, voor het eerst georganiseerd en kreeg de naam Travelling in Baroque. Het idee was om het festivalprogramma over vier dagen te verspreiden op verschillende locaties in Flevoland. Ieder jaar kreeg het festival een eigen thema, waaraan de hele (rand)programmering werd opgehangen.
In 2019 werd het festival hernoemd naar Via Musica. Vanaf dat moment kwam er naast barokmuziek ook andere klassieke muziek aan bod. Het festival trekt steeds meer bezoekers, ook buiten Flevoland.

## Artiesten
Artiesten die optreden op het festival zijn o.a. het Dudok Quartet, Hans Minnaar, het Apollo Ensemble, Catherine Manson, Sopraan Siri Karoline Thornhill, pianiste Reinild Mees en het Babylon Strijkkwartet.

## Thema
Het festival heeft elk jaar een thema:
- 2014 Een Oost-Europees Mozaïek
- 2015 Italië[3]
- 2016 Muziekstad Wenen
- 2017 London, the place to be
- 2018 Scandinavië[4]
- 2020 Goethe[5]
- 2021 Sergei Diaghilev
- 2022 Erasmus[6]
- 2023 Apollo en de muzen.